# Theodor Grust

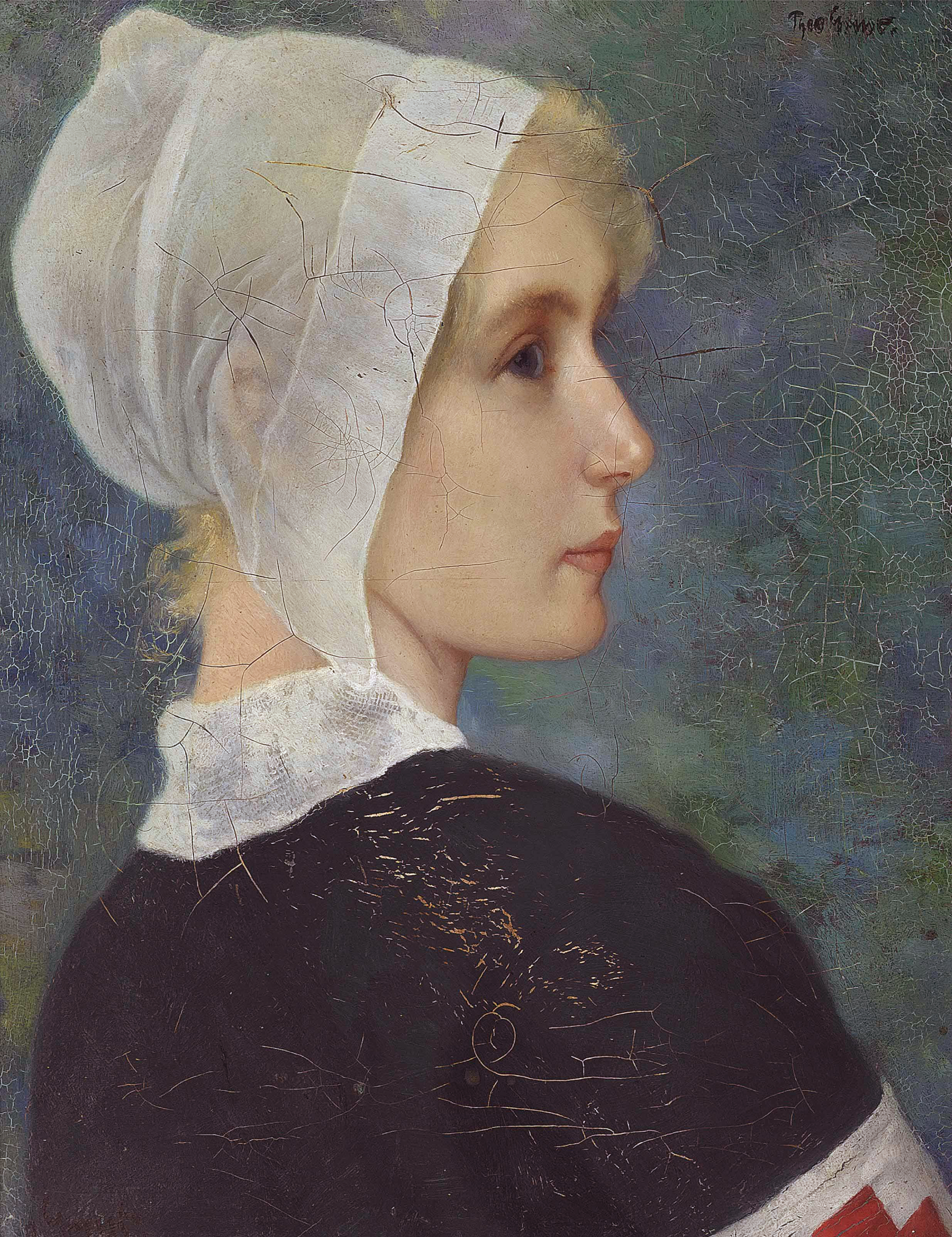
Eine Rote Kreuz-Krankenschwester. (Theodor Grust)

Theodor Grust (* 27. August 1857 in Meißen; † 9. November 1919 in Meißen) war ein deutscher Genre- und Porzellanmaler. Von 1905 bis 1909 war er Malerleiter an der Porzellanmanufaktur Meißen.
Grust studierte ab 1878 an der Kunstakademie in Dresden und war dort zeitweise Schüler von Theodor Grosse. 1886 wechselte er nach München. Von dort führten ihn Studienreisen nach Belgien und in die Niederlande.
1898 kehrte er nach Meißen zurück. Dort wurde er zunächst Mitarbeiter, später Malerleiter der Königlich-Sächsischen Porzellanmanufaktur. Von Grust stammen zahlreiche Form- und Dekorentwürfe, z. B. der „Kleeblattdekor“, der „Bügeldekor“ oder der Dekor „Misnia“. In dieser Zeit entstanden auch mehrere Ölgemälde, die Szenen des kleinbürgerlichen Genres darstellen.
In den Jahren 1905/06 wurde er mit der künstlerischen Leitung der Wiederherstellung des so genannten Fürstenzuges an der Nordwand des Stallhofs in Dresden betraut.

## Auszeichnungen
- 1900: Große Silberne Medaille, Weltausstellung, Paris
- 1907: Ritterkreuz des Albrechts-Ordens